# Nowhere Man (мини-альбом)
Это статья о мини-альбоме. В википедии есть отдельная статья об одноимённой песне.
Nowhere Man — мини-альбом, выпущенный группой «Битлз» 8 июля 1966 года. Данный альбом стал двенадцатым мини-альбомом в официальной дискографии группы и был выпущен лишь в моно-версии (номер по каталогам — GEP 8952).

## Об альбоме
В альбом вошло четыре композиции с британского издания студийного альбома Rubber Soul (композиции «Nowhere Man» and «Drive My Car» отсутствовали в американском издании Rubber Soul, однако уже были опубликованы на альбоме Yesterday and Today). Данный диск стал последним мини-альбомом в дискографии группы в традиционном понимании термина «мини-альбом» — после него был выпущен лишь двойной мини-альбом особого формата Magical Mystery Tour.
Фотографию для обложки альбома выполнил фотограф Роберт Уайтекер.

## Список композиций
Авторство всех песен приписано Леннону и Маккартни.
Сторона «А»
1. «Nowhere Man» — 2:44
2. «Drive My Car» — 2:25

Сторона «Б»
1. «Michelle» — 2:40
2. «You Won’t See Me» — 3:22

## Участие в британском чарте мини-альбомов
- Дата вхождения в чарт: 16 июля 1966[2]
- Высшая позиция: 4
- Всего времени в чарте: 18 недель[1][2]